# Johanna Rasmussen
Johanna Maria Baltensberger Rasmussen (født 2. juli 1983) er en tidligere dansk professionel fodboldspiller, som senest spillede i den svenske Damallsvenskan for Linköpings FC for Danmarks kvindefodboldlandshold, indtil 2018. Hun spillede som venstre fløjspiller og angriber og har spillernummer 13, både når hun spillede i Damallsvenskan og for landsholdet. Hun har med sine 153 landskampe spillet næst-flest landskampe for Danmark.
Hun er pr. juli 2020, assisterende landstræner for Danmarks U/19-kvindefodboldlandshold.

## Klubkarriere
Rasmussen spillede for Fortuna Hjørring fra sommeren 2002. Hun spillede med i begge finalekampene for holdet mod svenske Umeå IK i UEFA Women's Champions League 2003.
Hun skrev kontrakt med svenske Umeå IK for 2008 sæsonen.
Hun skrev kontrakt med Kristianstads DFF i august 2011.

## Landsholdskarriere
Rasmussen fik sin debut på A-landholdet i oktober 2002, i en 2–0 sejr over Tyskland i Ulm. Hun fortsatte med at spille for landsholdet ved EM i fodbold for kvinder 2005 i North West England, VM i fodbold for kvinder 2007 i Kina og EM i fodbold for kvinder 2009 i Finland. Rasmussen spillede sin landskamp nummer 100 for Danmark i marts 2013.
Hun blev af landstræner Kenneth Heiner-Møller udtaget til Danmarks trup til EM i fodbold for kvinder 2013.
Den 20. september 2016 blev Rasmussen dansk matchvinder, da hun efter 11 minutter sparkede bolden i målhjørnet i en 2-0 sejr over Sverige i den sidste kvalifikationskamp til EM, og med sejren var Danmark klar til EM 2017 i Holland. Rasmussen pådrog, sig dog i februar 2017, en korsbåndskade hvilket gjorde at hun ikke var med ved Danmarks EM-succes i 2017.

## Andet
Rasmussen har syv gange vundet det danske ungdomsmesterskab i skak og har deltaget ved VM og EM i skak.

## Ekstern henvisning
- Wikimedia Commons har flere filer relateret til Johanna Rasmussen
- Johanna Rasmussens spillerprofil hos FIFA (engelsk)
- Johanna Rasmussens spillerprofil hos UEFA (engelsk)
- Johanna Rasmussens spillerprofil i DBU's Landsholdsdatabase
- Johanna Rasmussens spillerprofil hos Sveriges fodboldforbund (svensk)
- Johanna Rasmussens spillerprofil på Soccerdonna.de (tysk)
- Johanna Rasmussens profil hos FootballDatabase.eu (engelsk)
- Johanna Rasmussens spillerprofil på Soccerway (engelsk)
- Spillerstatistik i svensk fodbold hos SvFF